# 切皮加納
切皮加納（西班牙語：Chepigana），是巴拿馬的城鎮，位於該國東部，由達連省的切皮加納區負責管轄，面積381.9平方公里，海拔高度0米，2010年人口704，人口密度每平方公里1.8人。